# 절해고도
절해고도(A Lonely Island in the Distant Sea)는 한국에서 제작된 김미영 감독의 영화이다. 박종환 등이 주연으로 출연하였다.

## 출연

### 주연
- 박종환 : 윤철 역
- 이연 : 지나 / 도맹 역
- 강경헌 : 영지 역

### 조연
- 박현숙 : 금우 역
- 정수빈 : 연희 역
- 장준휘 : 경수 역
- 강길우 : 재훈 역
- 최희진 : 혜영 역
- 이태경 : 담임선생님 역
- 구자은 : 현지 역
- 이중현
- 류제승
- 변진수

## 수상 목록
- 2024년 제33회 부일영화상 각본상 (김미영)

## 제작진
- 프로듀서: 이세진
- 조명: 이재건
- 조감독: 황경식
- 동시녹음: 최정한
- 믹싱: 이성진
- 미술: 강창호
- CG: 이경재
- 분장: 장혜령
- 의상: 김가연
- DI: 허정